# Не сте сами
Не сте сами е песен в подкрепа на съдените български медици в Либия.
Композитор е Стефан Димитров, а текстът е на Михаил Белчев. Песента дебютира на благотворителен концерт в подкрепа на българските медици в Либия на 8 февруари 2007 г.
Изпълнява се от Васил Найденов, Недялко Йорданов, Лили Иванова, Кирил Маричков, Мими Иванова, Развигор Попов, Ваня Костова, Георги Найденов, Богдан Томов, Йордан Караджов, Силвия Кацарова, Веселин Маринов, Румънеца и Енчев, Михаил Белчев, Дичо, Глория, Димитър Кърнев, Наско от БТР, Орлин Горанов, Богдана Карадочева, Йорданка Христова, Маргарита Хранова, Илия Ангелов, Петя Буюклиева, Нели Рангелова, Васил Михайлов, Христо Мутафчиев, Миро и Галя от дует Каризма, Катя Михайлова и Здравко Желязков (дует Ритон), Дони, Нети, Милица Божинова и Асен Масларски, Стефка Берова, Косара Марчинкова, ФСБ, Епизод, ТЕ, Ивана, Камелия, Хиподил и много други. Песента е подобна по модел на We are the world, в която популярни американски и британски певци пеят за децата в Африка.